# Douglas Appling

Douglas Appling (2013)

Douglas Appling, auch unter seinem Bühnennamen Emancipator bekannt (* 27. Mai 1987 in New York City), ist ein amerikanischer Musikproduzent.

## Leben
Appling wuchs im Bundesstaat Virginia auf, bevor er nach Portland im Bundesstaat Oregon zog, wo er bis heute lebt. Er studierte zunächst Psychologie in Williamsburg, bevor er sich der Musik zuwandte.
Sein erstes Album Soon it will be Cold Enough veröffentlichte er 2006 über das Label Hyde Out Records. Seinen ersten Bühnenauftritt hatte Appling schließlich 2009, dem eine Tour durch Nordamerika und Ostasien folgte. Sein zweites Album Safe in the Steep Cliffs veröffentlichte er 2010 über sein eigenes Label Loci Records. Nach einer Remixveröffentlichung 2011 und der Singleauskopplung Elephant Survival folgte schließlich 2013 sein nunmehr drittes Album Dusk to Dawn.
Applings zumeist elektronische Musik orientiert sich an Genre des Trip-Hop, des Downbeat und des Ambient. Er spielt außerdem Violine, Klavier und Gitarre.

## Diskografie
- Soon it will be Cold Enough, 19. Januar 2006, Hyde Out Records
- Safe in the Steep Cliffs, 10. Januar 2010, Loci Records
- Remixes, 21. Juni 2011, Loci Records
- Elephant Survival (Single), 15. Dezember 2011, Loci Records
- Dusk to Dawn, 29. Januar 2013, Loci Records
- Live In Athens, 3. Juni 2015, Loci Records[1]
- Seven Seas, 25. September 2015, Loci Records
- Baralku, 17. September 2017, Loci Records
- Mountain of Memory, 3. April 2020, Loci Records